# Bic Runga
Briolette Kah Bic Runga beter bekend onder haar artiestennaam Bic Runga (Christchurch, 13 januari 1976) is een Nieuw-Zeelands zangeres en liedjesschrijfster van Chinese en Maori afkomst. Ze kreeg nationale bekendheid nadat ze haar eerste album Drive uitbracht in 1998.

## Biografie
Ze werd geboren en groeide op in Christchurch, en heeft twee oudere zussen, Boh (zangeres in Stellar*) en Pearl (zangeres van Ce Soir). Sindsdien heeft ze in New York en Auckland gewoond. Haar moeder, Sophia Tang, is een Chinees en afkomstig uit Maleisië en haar vader, Joseph Runga, is van Maori afkomst. Haar ouders ontmoetten elkaar in Maleisië. Het was de tussenstop van haar vader die in het Nieuw-Zeelandse leger zat en naar Vietnam moest. Het stel ging naar Nieuw-Zeeland en stichtten een gezin.
Na het uitbrengen van haar tweede album Beautiful Collision (2003) en bijgaande tour krijgt ze nu ook in Europa bekendheid, met name in Groot-Brittannië en Ierland. Ze toerde onder meer met andere Nieuw-Zeelandse grootheden Tim Finn en Dave Dobbyn.
Ze speelde de rol van "Vietnamees lounge zangeres" in de film "Little Fish" met Cate Blanchett in 2005. Eind 2005 wordt er in Nieuw-Zeeland een derde album uitgegeven, Birds.
Goodmorning Baby (met Dan Wilson) en Sway verschenen op de soundtrack van de populaire Amerikaanse film American Pie.

## Discografie
- Drive (1997)
- Together in Concert: Bic Runga, Tim Finn, Dave Dobbyn (2001)
- Beautiful Collision (2003)
- Live in Concert (With the Christchurch Symphony) (2004)
- Birds (2005)